# Solenopsis brevicornis
Solenopsis brevicornis es una especie de hormiga del género Solenopsis, subfamilia Myrmicinae.

## Distribución
Esta especie se encuentra en Bolivia, Brasil, Colombia, Costa Rica, Guadalupe, Guatemala, Honduras, México, Panamá y Paraguay.